# Kopciuszek (film 1994)
Kopciuszek (ang. Cinderella) – amerykańsko-japoński film animowany z 1994 roku. Adaptacja baśni o tym samym tytule.

## Piosenki
- Dream On, Cinderella
- The Chance of a Lifetime
- When Love Has Gone Away

## Wersja polska
W Polsce film został wydany na VHS i DVD. Wersja z angielskim dubbingiem i polskim lektorem. 
- Dystrybucja: Best Film Warszawa
- Tekst: Olga Krysiak
- Czytał: Jacek Brzostyński

- Dystrybucja DVD: Cass Film[1]